# Agence pour la recherche et la valorisation marines
L'Agence pour la recherche et la valorisation marines, ou ARVAM, est une association française de l'île de La Réunion, département d'outre-mer dans le sud-ouest de l'océan Indien.

## Présentation
L'ARVAM, association loi 1901 créée en 1991, est une « agence d’exécution et de pôle de recherche & développement dans le domaine de la gestion et de la valorisation des ressources marines et côtières », dirigée par Jean-Pascal Quod. Elle s'est vu attribuer le label CRT (Centre de Ressources Technologiques) en 2010.
Elle a son siège au sein du bâtiment accueillant le Cyclotron Réunion Océan Indien, dans le quartier du Technopole de La Réunion, à Saint-Denis.
L'ARVAM se compose d'une équipe pluri-disciplinaire d'une quinzaine de membres, scientifiques, techniciens ou gestionnaires.

## Buts et missions
L'ARVAM mène des actions de recherche en océanologie dans la région océan Indien. Elle intervient principalement à La Réunion et à Mayotte, auprès d'organismes publics (État, collectivités, universités, IFREMER, IRD, UNESCO...) ou privés. Elle est aussi membre de plusieurs réseaux scientifiques, comme le WIOMSA.
Elle est par exemple engagée dans un vaste projet scientifique du nom de Biolave sur les coulées immergées issues des éruptions du Piton de la Fournaise.
Un autre sujet majeur du travail de l'ARVAM est l'étude de l'effet des populations d'algues sur la santé, et notamment de la ciguatera.
Ses missions s'articulent autour de 4 axes principaux, qui correspondent à 4 départements, : 
- Analyse du risque pour la santé et l’environnement
- Réseaux de Mesure & Observatoires
- Sensibilisation, formation et communication (en lien avec le réseau Reefcheck)
- Biotechnologie (et valorisation marine).

## Annexe